# Artroleptowate
Artroleptowate, artrolepty (Arthroleptidae) – rodzina płazów z rzędu płazów bezogonowych (Anura). Gatunki należące do tej rodziny dawniej najczęściej były zaliczane do rodziny żabowatych (Ranidae).

## Zasięg występowania
Rodzina obejmuje gatunki występujące w Czarnej Afryce.

## Charakterystyka
Artrolepty zasiedlają środowisko lądowe. Składają jaja w wilgotnej ziemi, gdzie rozwijają się do przeobrażenia. Czasami młode żabki wychodzące z osłon jajowych mają szczątkowy ogon, np. Arthroleptis variabilis.
Do artroleptów należy m.in. zadziornica włochata (Trichobatrachus robustus), która prowadzi półwodny tryb życia. W okresie godów u samców wyrastają po bokach tułowia i udach liczne nitkowate twory skórne długości ok. 15 cm, zawierające sieć naczyń krwionośnych. Twory te zwiększają skórną powierzchnię oddechową w czasie przebywania w wodzie. Po złożeniu skrzeku przez samice, samce pilnują złoża jaj na dnie strumienia.

## Systematyka
Do rodziny należą następujące podrodziny:
- Arthroleptinae Mivart, 1869
- Astylosterninae Noble, 1927
- Leptopelinae Laurent, 1972